# Эдинбургская соборная мечеть
Эдинбургская соборная мечеть (англ. Edinburgh Central Mosque, официально: Мечеть Короля Фахда и Исламский Центр Эдинбурга, King Fahd Mosque and Islamic Centre of Edinburgh) — главная мечеть в Эдинбурге (Шотландия), расположенная около Эдинбургского университета и Национального Музея Шотландии. Мечеть и Исламский центр были разработаны архитектором Базилем аль-Байяти, их строительство заняло больше шести лет, и чтобы закончить проект, потребовалась сумма в 3,5 миллионов фунтов стерлингов, главный зал может вместить в себя одновременно более 1 тыс.чел.

## История
До этого строительства, в Эдинбурге не было никакой главной (соборной) мечети. Однако, поскольку мусульманское население Эдинбурга увеличилось, большая мечеть стала жизненеобходима. В конечном счете, была куплена земля. Но все планы столкнулись с проблемой финансирования, все финансовые трудности были решены, когда Король Саудовской Аравии Фахд ибн Абдель Азиз ас-Сауд пожертвовал 90 % от общей стоимости проекта. 31 июля 1998 мечеть была открыта его сыном Принцем Абдуль-Азизом ибн Фахдом, который был также патроном проекта строительства мечети.